# Touch! Generations
Touch! Generations（タッチ!・ジェネレーションズ）は、かつて展開していた任天堂のゲーム機・ニンテンドーDSとWiiのソフトラインナップの1つ。

## 概要
ゲームの定義を拡大するため「いろんな世代に、新しいエンターテインメントを。」と謳ったソフトウェア群の総称である。よって、老若男女を問わず、家族でも楽しむことができたり、電子辞典や料理のレシピ集といった多彩なソフトウェアも含まれている。
2005年4月から3ヶ月で5本のソフトが発売され、ニンテンドーDSブームの火付け役となった。2006年からは海外でも同様の展開が始まっている。「Touch! Generations」のロゴは日本・北アメリカ・ヨーロッパ及びオセアニアの3地域でそれぞれ異なるデザインが用いられている。
当初、日本並びに北米では任天堂が発売しているソフトウェアのみであったが、後に日本でも『ことばのパズル もじぴったんDS』（バンダイナムコゲームス）がサードパーティー製ソフトで初めてラインナップに加わった。
ゲームボーイアドバンスのbit Generationsシリーズや『リズム天国』、ニンテンドーDSの『パネルでポンDS』や『トモダチコレクション』、『おいでよ どうぶつの森』以降の同シリーズなど、Touch! Generationsと同様のソフトウェア開発方針のものや広告形式が行われたゲームも複数作品存在しているが、任天堂側がTouch! Generationsとしているものはあくまで下記するものである。また、『ピクロスDS』と『Wii Sports』の続編である、『立体ピクロス』と『Wii Sports Resort』はTouch! Generationsに含まれていない。これとは逆に、上記のように『リズム天国ゴールド』の前作であるGBA版『リズム天国』はTouch! Generationsでなかった。
Touch! Generationsに含まれるか否かは地域によっても異なっている。上記したタイトルでは、欧米版の『立体ピクロス』と『Wii Sports Resort』、北米版の『パネルでポンDS』は日本と異なりTouch! Generations扱いである。これ以外にも、北米版『ウィッシュルーム 天使の記憶』、欧州版の『FOREVER BLUE』シリーズと『アナザーコード: R 記憶の扉』（DS版『2つの記憶』は含まれていない）がラインナップに含まれている。
ニンテンドー3DS以降の任天堂ゲームハードにおいては「Touch! Generations」のブランドは意図的に撤廃されて、通常ブランドと統合された。

## 日本におけるラインナップ
日本においてミリオンセラーを達成した作品は太字で示す。

### ニンテンドーDS

#### 2005年
- 4月7日 エレクトロプランクトン
- 4月21日 nintendogs
- 5月19日 東北大学未来科学技術共同研究センター川島隆太教授監修 脳を鍛える大人のDSトレーニング
- 6月16日 DS楽引辞典
- 6月30日 やわらかあたま塾
- 11月3日 だれでもアソビ大全
- 11月10日 大人のDSゴルフ
- 12月29日 東北大学未来科学技術共同研究センター川島隆太教授監修 もっと脳を鍛える大人のDSトレーニング

#### 2006年
- 1月26日 英語が苦手な大人のDSトレーニング えいご漬け
- 4月13日 漢字そのまま DS楽引辞典
- 4月20日、4月27日 旅の指さし会話帳DS
- 4月27日 テトリスDS
- 7月20日 しゃべる!DSお料理ナビ
- 10月26日 監修 日本常識力検定協会 いまさら人には聞けない 大人の常識力トレーニングDS
- 11月16日 マジック大全
- 12月7日 健康応援レシピ1000 DS献立全集
- 12月14日 タッチで楽しむ百人一首 DS時雨殿

#### 2007年
- 1月25日 ピクロスDS
- 3月15日 ことばのパズル もじぴったんDS (バンダイナムコゲームス)
- 3月29日 英語が苦手な大人のDSトレーニング もっとえいご漬け
- 4月19日 Wi-Fi対応 世界のだれでもアソビ大全
- 5月31日 見る力を実践で鍛える DS眼力トレーニング
- 7月12日 がんばる私の家計ダイアリー
- 8月2日 フェイスニングで表情豊かに印象アップ 大人のDS顔トレーニング
- 10月18日 DS文学全集

#### 2008年
- 3月13日 DS美文字トレーニング
- 7月31日 リズム天国ゴールド
- 11月1日 歩いてわかる 生活リズムDS
- 12月4日 世界のごはん しゃべる!DSお料理ナビ

#### 2009年
- 1月15日 DS占い生活
- 8月27日 日本経済新聞社監修 知らないままでは損をする「モノやお金のしくみ」DS

### Wii

#### 2006年
- 12月2日 はじめてのWii
- 12月2日 Wii Sports

#### 2007年
- 4月26日 Wiiでやわらかあたま塾
- 12月1日 Wii Fit

#### 2008年
- 3月6日 みんなの常識力テレビ
- 10月16日 Wii Music

#### 2009年
- 10月1日 Wii Fit Plus

#### 2010年
- 7月8日 Wii Party

#### 2011年
- 7月7日 Wiiリモコンプラス バラエティ

## サウンドトラック
2008年9月5日よりクラブニンテンドー会員400ポイントで希望者に限定配布されている。全25曲、収録時間約64分。
収録曲
1. タイトル（はじめてのWii）
2. つり（はじめてのWii）
3. タイトル（Wii Sports）
4. テニスリザルト（Wii Sports）
5. 似顔絵広場（似顔絵チャンネル）
6. メインテーマ（Wiiショッピングチャンネル）
7. タイトル（東北大学未来科学技術共同研究センター川島隆太教授監修 もっと脳を鍛える大人のDSトレーニング）
8. タイトル（やわらかあたま塾）
9. Welcome to "Bistro Pierre"（しゃべる!DSお料理ナビ）
10. Peter Piper Syndrome（英語が苦手な大人のDSトレーニング えいご漬け）
11. 色は匂えど…〜美文字トレーニングタイトル〜（DS美文字トレーニング）
12. ニンテンドッグスのテーマ（nintendogs）
13. 散歩（nintendogs）
14. みんなの広場（Wii Fit）
15. フープダンス（Wii Fit）
16. 踏み台ダンス（Wii Fit）
17. スタッフロール（Wii Fit）
18. タイトル（Wiiでやわらかあたま塾）
19. キッチンボッサ（健康応援レシピ1000 DS献立全集）
20. 投稿広場（Miiコンテストチャンネル）
21. タイトル（おいでよ どうぶつの森）
22. けけボッサ（どうぶつの森シリーズ）
23. 純喫茶ハトの巣（大乱闘スマッシュブラザーズX）
24. ニンテンドッグスのテーマ 生演奏ver.（nintendogs）
25. タイトル 生演奏ver.（Wii Sports）